# Reserva de la Biosfera La Encrucijada
La Reserva de la Biosfera La Encrucijada es un área natural protegida ubicada en el estado de Chiapas, México. Fue decretada como reserva de la biosfera en 1995 debido a su gran valor ecológico y su relevancia ecosistémica, ya que sirve como forma de transición entre ambientes marinos de agua dulce y terrestres. Es una de las regiones más importantes de manglares en México y una de las pocas que aun tiene ejemplares de manglares en excelentes condiciones de conservación.

### Ubicación y extensión
La Biosfera se encuentra localizada en el litoral del Pacífico, al suroeste de Chiapas y abarca aproximadamente 144,848 hectáreas distribuidas en los municipios de Acapetahua, Pijijiapan, Huixtla, Villa Comaltitlán, Mapastepec y Escuintla. Abarca zonas núcleo y zonas de amortiguamiento que incluyen lagunas costeras, estuarios, marismas, ríos, manglares, selvas y  planicies agrícolas.

### Ecosistemas y biodiversidad
El paisaje de la reserva es altamente dinámico, donde convergen diferentes tipos de ecosistemas, como manglares, selvas medianas subperennifolias y selvas bajas caducifolias, vegetación hidrófila, popal, tular, dunas costeras, lagunas intermareales y zonas agrícolas. Este gran hábitat fragmentado permite una alta biodiversidad.
Los manglares de La Encrucijada están entre los más altos de Mesoamérica alcanzando hasta 35 metros de altura. 
Se han documentado más de 550 especies de vertebrados, incluyendo más de 300 especies de aves, muchas de ellas migratorias. Además de albergar especies en peligro de extinción. 
Estudios recientes han registrado al menos 84 especies de mamíferos, lo que resalta la relevancia de esta área para la conservación de la mastofauna en el sureste de México. 

#### Flora representativa
Mangle rojo (Rhizophora mangle), mangle blanco (Laguncularia racemosa), mangle negro (Avicennia germinans), mangle botoncillo (Conocarpus erectus), guano redondo (Sabal mexicana), guamuche (Pithecellobium dulce), (Cyperus sp.), caraguatá (Bromelia pinguin), chaca o palo mulato, palo chaca (Bursera simaruba), zapote de agua (Pachira aquatica).

#### Fauna representativa
Jaguar (Panthera onca), tamandúa norteño (Tamandua mexicana), perico ala amarilla (Brotogeris jugularis), cocodrilo americano (Crocodylus acutus), caimán (Caiman crocodilus), iguana verde (Iguana iguana), cigüeña americana (Mycteria americana), perico frente naranja (Aratinga canicularis), armadillo nueve bandas (Dasypus novemcinctus), zorra gris, zorra (Urocyon cinereoargenteus), puercoespín (Sphiggurus mexicanus), boa, boa constrictor (Boa constrictor), iguana negra (Ctenosaura similis), tortuga golfina (Lepidochelys olivacea), tortuga escorpión (Kinosternum scorpioides).

#### Especies endémicas
Zacatonero Itsmeño (Peucaea sumichrasti), Colibrí berilo (Amazilia berillyna), Colibrí Frente Verde (Amazilia viridifrons), Matraca chiapaneca (Campylorhynchus chiapensis), Puercoespín Tropical (Coendou mexicanus), Iguana Espinosa Mexicana (Ctenosaura pectinata), Papamoscas Mexicano (Deltarhynchus flammulatus), Granatelo Mexicano (Granatellus venustus), Chachalaca Pálida (Ortalis poliocephala), Colorín Azulrosa (Passerina rositae), Lagaria-Escamosa Castaño (Sceloporus siniferus), Coa citrina (Trogon citreolus), Casquito de Sonora (Kinosternon sonoriense), Miotis canelo (Myotis fortidens).

### Valor ambiental y servicios ecosistémicos
La Encrucijada ofrece diferentes servicios ecosistémicos: captura y almacenamiento de carbono, regulación hídrica, control de inundaciones, provisión de alimentos y hábitat para especies endémicas y migratorias. También cumple con un papel importante en la mitigación del cambio climático, ya que los manglares almacenan grandes cantidades de carbono. 
Además de que es una zona de importancia económica, es un área de las más productivas del litoral chiapaneco en términos de agricultura pesquera, al ser un sitio de reproducción y crianza de diversas especies de peces y crustáceos.

### Población y actividades humanas
Dentro de la reserva habitan aproximadamente 29,000 personas en 29 localidades. Las actividades principales son la pesca artesanal, la agricultura de subsistencia, la ganadería extensiva, recolección de productos forestales y, en menos medida el ecoturismo.
El manejo de los recursos naturales representa un reto, ya que muchas comunidades dependen directamente de esta zona. Por esta razón, se han implementado proyectos de desarrollo sustentable, educación ambiental y manejo participativo, esto con la finalidad de poder lograr un equilibrio entre la conservación del área natural protegida y el bienestar de las poblaciones locales.

### Amenazas y desafíos
Las principales amenazas a la reserva son la deforestación, el cambio de uso de suelo, la sobreexplotación de recursos pesqueros, la contaminación por agroquímicos y el desarrolló de infraestructura sin un ordenamiento ambiental. El cambio climático representa un alto riesgo, debido a la elevación del nivel del mar y las alteraciones en los ciclos de lluvias.
Las actividades a gran escala como las ganaderas y agrícolas han resultado ser problemáticas, debido al drenaje de los humedales y manglares para uso agropecuario, lo que pone en riesgo los ecosistemas costeros.  

### Conservación y gestión
La Comisión Nacional de Áreas Naturales Protegidas (CONANP) es la autoridad encargada del manejo de la reserva, la cual cuenta con un Programa de Conservación y Manejo (2021) que establece objetivos, estrategias y acciones prioritarias para la conservación del territorio. Este programa se basa en criterios de participación comunitaria, restauración ecológica, monitoreo de la biodiversidad y fortalecimiento institucional.
Además, organismos como la CONABIO y universidades han desarrollado investigaciones científicas que fortalecen la toma de decisiones para su conservación. La reserva forma parte de la Red Mundial de Reservas de la Biosfera del Programa MAB (El Hombre y la Biosfera) de la UNESCO.

### Proyectos de investigación y monitoreo
En la reserva se desarrollan múltiples proyectos de investigación científica, monitoreo participativo de especies clave (como cocodrilos, aves acuáticas y murciélagos), así como inventarios florísticos y faunísticos. Plataformas como iNuturalist México han contribuido a documentar la biodiversidad local con participación ciudadana.